# Irmintraut Richarz
Irmintraut Richarz (* 13. März 1927 in Suhl; † 10. April 2012 in Münster) war eine deutsche Haushaltswissenschaftlerin und Professorin. Sie war die erste Direktorin des Instituts für Haushaltswissenschaft und Didaktik der Haushaltslehre im Fachbereich Chemie der Westfälischen Wilhelms-Universität in Münster.
Richarz war zunächst mehrere Jahre Lehrerin in ländlich-hauswirtschaftlichen Schulen und studierte dann Landbauwissenschaften, danach Sozialwissenschaften und Pädagogik an der Universität Göttingen. 1969 erfolgte die Promotion zum Doktor der Sozialwissenschaften und ein Jahr darauf wurde sie auf den neu eingerichteten Lehrstuhl für Hauswirtschaftswissenschaft der Pädagogischen Hochschule Westfalen-Lippe, Abteilung Münster, berufen. Nach deren Integration in die Universität Münster wurde sie 1980 Direktorin des Instituts für Haushaltswissenschaft und Didaktik der Haushaltslehre. Sie wurde 1992 emeritiert. 
Am 5. März 2010 wurde sie in Münster mit dem Bundesverdienstkreuz für ihre langjährigen wissenschaftlichen Forschungen ausgezeichnet.

## Veröffentlichungen (Auswahl)
- Herrschaftliche Haushalte in vorindustrieller Zeit im Weserraum (= Beiträge zu Ökonomie von Haushalt und Verbrauch. Band 6). Berlin 1971.
- Das ökonomisch autarke »Ganze Haus« – eine Legende? In: Trude Ehlert (Hrsg.): Haushalt und Familie in Mittelalter und früher Neuzeit. Vorträge eines interdisziplinären Symposions vom 6.–9. Juni 1990 an der Rheinischen Friedrich-Wilhelms-Universität Bonn. Mit einem Register von Ralf Nelles. Thorbecke, Sigmaringen 1991, ISBN 3-7995-4156-X, S. 269–280.